# Ch-80
Die AS-19 Koala war ein luftgestützter strategischer Marschflugkörper (ALCM) aus sowjetischer Produktion. Die Bezeichnung der russischen Streitkräfte lautet Ch-80 bzw. Ch-90.

## Entwicklung
Die AS-19 wurde als überschallschneller strategischer Marschflugkörper gegen Landziele konzipiert. Die Entwicklung im Konstruktionsbüro OKB-52 Tschelomei begann 1976. Der Hersteller plante die folgenden Varianten: Die luftgestützte AS-19 „Koala“ (Ch-80 „Meteorit-A“), die U-Boot-basierte SS-N-24 „Scorpion“ (P-750, 9M25A „Meteorit-M“) sowie die fahrzeuggebundene Ausführung SS-CX-5 „Scorpion“ (9M25N „Meteorit-N“). Die Entwicklung eines Langstrecken-Überschallmarschflugkörpers gestaltete sich jedoch äußerst schwierig. Wegen der starken aerodynamischen Belastungen musste die Zelle ganz neu ausgelegt und dafür neue Werkstoffe verwendet werden. Die lange Flugstrecke im Überschallbereich führte immer wieder zu Triebwerksausfällen und zu massiven Navigationsproblemen. Bei der luftgestützten Variante war zum Beispiel erst der sechste Teststart erfolgreich. Immer wieder kam es zu großen Verzögerungen. Ein U-Boot der Yankee-Klasse (Projekt 667M Andromeda) wurde mit zwölf Startsilos mit SS-N-24-Lenkwaffen bestückt. Der erste Teststart dieser Version erfolgte 1980 und war ein Fehlschlag. Erst der fünfte Start im Jahr 1981 verlief erfolgreich. Nach 31 Teststarts, von denen 12 erfolgreich verliefen, wurde die Entwicklung der SS-N-24 im Jahr 1990 eingestellt. Der erste Teststart ab einem Flugzeug erfolgte 1984. Von der luftgestützten Variante wurden zwischen 1984 und 1991 20 Teststarts durchgeführt, von denen fünf erfolgreich verliefen. Die großen Verzögerungen sowie die Budgetüberschreitungen führten schließlich 1991 zum Projektabbruch. Insgesamt wurden rund 100 Lenkwaffen produziert und 70 Teststarts durchgeführt.
Im Jahre 2003 wurde von der russischen Regierung bekanntgegeben, dass im Konstruktionsbüro Raduga an einem Nachfolgemodell der AS-19 „Koala“ gearbeitet wird. Die neue Lenkwaffe basiert auf dem Entwurf der Ch-80 und trägt die Bezeichnung Ch-90. Ein maßstabgetreues Modell der Ch-80-Lenkwaffe wurde an der MAKS 2007 erstmals der Öffentlichkeit vorgestellt.

## Technik
Vor dem Start mussten im Navigationssystem der Lenkwaffe die Koordinaten des Ziels eingegeben werden. Dies konnte am Boden oder auch an Bord des Trägerflugzeuges geschehen. Nach dem Abwurf vom Flugzeug erfolgt zunächst eine kurze antriebslose Phase. Erst in sicherem Abstand zum Flugzeug zündete der Feststoffbooster am Lenkwaffenheck. Dieser beschleunigte die Lenkwaffe bis genügend Staudruck vorhanden war. Dann wurde der Booster abgeworfen und das Ramjet-Marschtriebwerk gezündet. Dieses beschleunigte die Lenkwaffe auf die Marschgeschwindigkeit von über Mach 3. Der Marschflug erfolgt in einer Flughöhe von 20.000–24.000 m. Die AS-19 war eine Fire-and-Forget-Lenkwaffe und der Flug ins Zielgebiet erfolgte autonom mit einem kombinierten Steuersystem mit Trägheitsnavigationsplattform und Astronavigation. Für den Zielanflug kam ein radarbasiertes Terrain-Contour-Matching-System (TERCOM) zum Einsatz, welches das angeflogene Gelände mit eingespeicherten Daten verglich.  Im Zielgebiet ging die Lenkwaffe in einen steilen Sturzflug von 80° über. Anstelle des Nukleargefechtskopfes konnte die Lenkwaffe auch mit einem konventionellen Splittersprengkopf zu 1.000 kg oder mit Submunition bestückt werden.
Die Ch-80 verfügte über eine ganze Reihe von Systemen zur Überwindung gegnerischer Abwehrmaßnahmen. So befand sich ein elektronischer Breitbandstörer an Bord um Raketenabwehrsysteme zu stören. Daneben war die Raketenoberfläche mit einer radarabsorbierenden Schutzschicht versehen. Zusätzlich verfügte die Ch-80 über einen Schleppköder, welcher an einem 100 m langen Kabel hinter der Rakete hergezogen wurde.

## Versionen
- Meteorit-A: (Ch-80) Version für den Einsatz ab Flugzeugen. NATO-Codename AS-19 Koala.
- Meteorit-M: (9M25A) Version für den Einsatz ab U-Booten. NATO-Codename SS-N-24 Scorpion.
- Meteorit-N: (9M25N) fahrzeuggebundene Ausführung. NATO-Codename SSC-X-5 Scorpion.